# Holy Possession
Holy Possession – pierwszy minialbum polskiej grupy muzycznej Azarath. Wydawnictwo ukazało się 10 kwietnia 2011 roku nakładem wytwórni muzycznej Witching Hour Productions. Minialbum został wydany w dwóch formatach: CD w nakładzie 666 egzemplarzy oraz na 7" płycie winylowej w nakładzie 333 egzemplarzy wraz z dołączonym plakatem oraz naszywką. Są to pierwsze utwory Azarath zarejestrowane z udziałem gitarzysty i wokalisty Marka "Necrosodoma" Lechowskiego i basisty Piotra "P." Ostrowskiego. Oprawę graficzną Holy Possession przygotował Boris "Hatefrost" Kalyuzhnyy webmaster profilu Myspace formacji Behemoth.

## Lista utworów
Opracowano na podstawie materiału źródłowego.
| Nr | Tytuł utworu                    | Słowa      | Muzyka          | Długość |
| -- | ------------------------------- | ---------- | --------------- | ------- |
| 1. | „Holy Possession”               | Necrodosom | Bart, Inferno   | 4:17    |
| 2. | „Rebel Souls (cover Damnation)” | Les        | Les & Damnation | 6:23    |
|    |                                 |            |                 | 10:40   |

## Twórcy
Opracowano na podstawie materiału źródłowego.
| Zespół Azarath w składzie - Marek "Necrosodom" Lechowski – wokal prowadzący, gitara rytmiczna, gitara prowadząca - Bartłomiej "Bart" Szudek – gitara rytmiczna, gitara prowadząca - Piotr "P." Ostrowski – gitara basowa - Zbigniew "Inferno" Promiński – perkusja, produkcja muzyczna |  | Produkcja - Wojciech i Sławomir Wiesławscy – inżynieria, produkcja, miksowanie, mastering - Boris "Hatefrost" Kalyuzhnyy – okładka, oprawa graficzna - Agnieszka Krysiuk – zdjęcia |

## Wydania
| Rok  | Nr katalogowy | Format           | Wydawca                   | Region        | Źródło |
| ---- | ------------- | ---------------- | ------------------------- | ------------- | ------ |
| 2011 | evil032       | CD, EP, Ltd      | Witching Hour Productions | Polska/Europa | [ 5 ]  |
| 2011 | EVIL 022 EP   | 7", EP, Ltd, Whi | Witching Hour Productions | Polska/Europa | [ 5 ]  |